# Chevy 500 2002
Chevy 500 2002 var ett race som var den femtonde och sista deltävlingen i Indy Racing League 2002. Racet kördes den 15 september på Texas Motor Speedway. Sam Hornish Jr. upprepade sin bedrift från säsongen 2001, och tog sin andra raka titel. Titeln säkrade han genom att besegra Hélio Castroneves i tävlingen. Castroneves slutade tvåa både sammanlagt och i finalen.

## Slutresultat
| Plats | Förare            | Team                     | Grid |
| ----- | ----------------- | ------------------------ | ---- |
| 1     | Sam Hornish Jr.   | Panther Racing           | 3    |
| 2     | Hélio Castroneves | Marlboro Team Penske     | 10   |
| 3     | Vitor Meira       | Team Menard              | 1    |
| 4     | Scott Sharp       | Kelley Racing            | 7    |
| 5     | Alex Barron       | Blair Racing             | 8    |
| 6     | Buddy Rice        | Cheever Racing           | 4    |
| 7     | Buddy Lazier      | Hemelgarn Racing         | 20   |
| 8     | Eddie Cheever     | Cheever Racing           | 5    |
| 9     | Tony Renna        | Kelley Racing            | 6    |
| 10    | Laurent Redon     | Conquest Racing          | 17   |
| 11    | Sarah Fisher      | Dreyer & Reinbold Racing | 9    |
| 12    | Airton Daré       | A.J. Foyt Enterprises    | 15   |
| 13    | Robby McGehee     | Cheever Racing           | 11   |
| 14    | Greg Ray          | Sam Schmidt Motorsports  | 19   |
| 15    | Dan Wheldon       | Panther Racing           | 28   |
| 16    | Eliseo Salazar    | A.J. Foyt Enterprises    | 16   |
| 17    | Felipe Giaffone   | Mo Nunn Racing           | 13   |
| 18    | Robbie Buhl       | Dreyer & Reinbold Racing | 12   |
| 19    | Rick Treadway     | Treadway/Hubbard Racing  | 25   |
| 20    | Al Unser Jr.      | Kelley Racing            | 2    |
| 21    | Max Papis         | Marlboro Team Penske     | 18   |
| 22    | Raul Boesel       | Bradley Motorsports      | 23   |
| 23    | Will Langhorne    | Treadway/Hubbard Racing  | 22   |
| 24    | Billy Boat        | CURB/Agajanian Racing    | 14   |
| 25    | Jeff Ward         | Chip Ganassi Racing      | 27   |
| 26    | Cory Kruseman     | PDM Racing               | 26   |
| 27    | Hideki Noda       | Indy Regency Racing      | 21   |
| 28    | George Mack       | 310 Racing               | 24   |